# دانشگاه کوینیپیاک

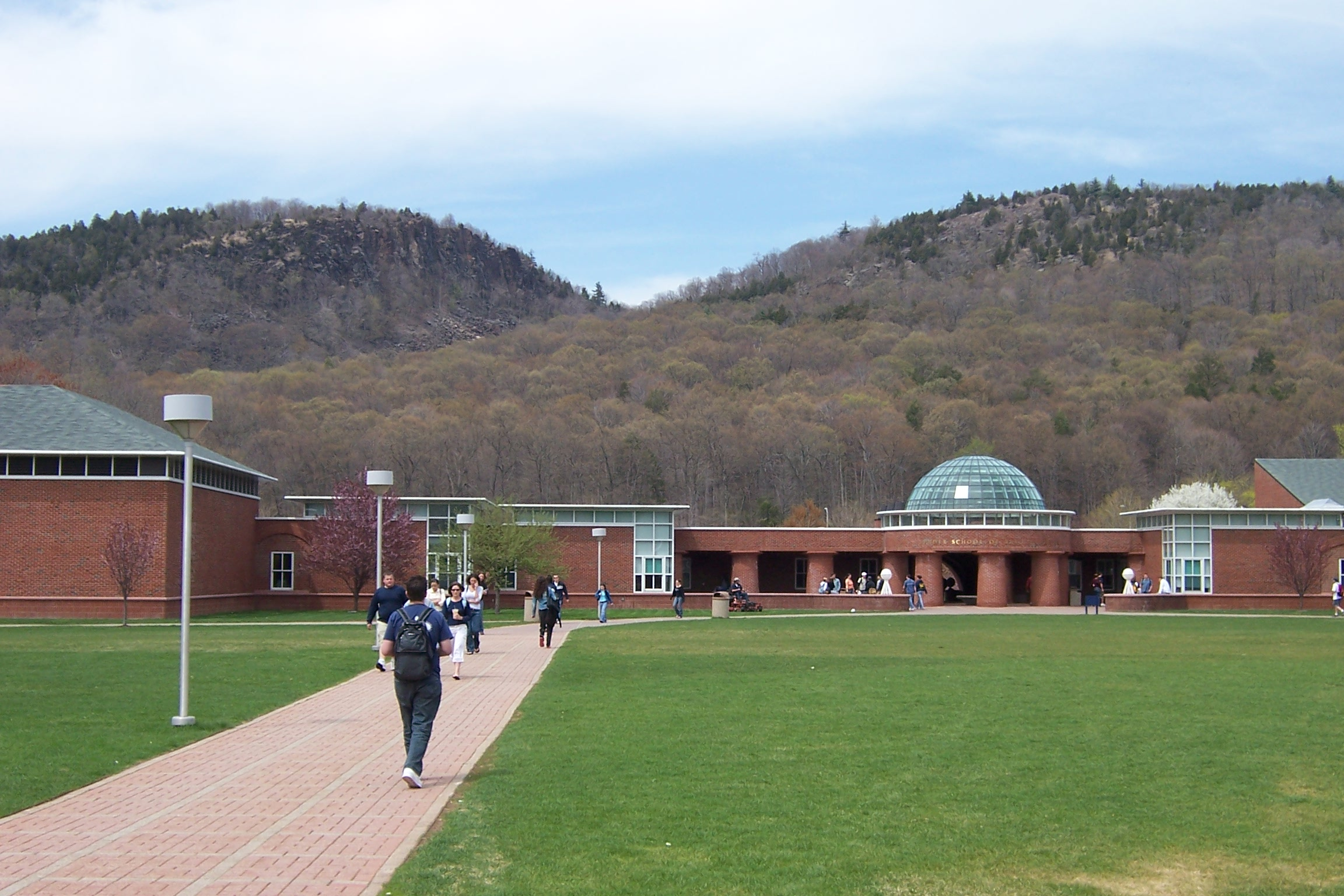
دانشگاه کوینیپیاک

دانشگاه کوینیپیاک (به انگلیسی: Quinnipiac University) یک دانشگاه خصوصی و غیر وابسته‌ای است که در «همدن» «کنتیکت» قرار دارد. دانشگاه دارای مقاطع تحصیلی «لیسانس» حدود 5400 دانشجو، «فوق لیسانس» حدود 2000 دانشجو و «آموزش حرفه ای» برای رشته‌های علوم، هنر، ارتباطات، بهداشت، حقوق و تجارت می‌باشد.